# 1er et 2e bataillons de marche de Chine
Pour les articles homonymes, voir 1er bataillon, 2e bataillon et BMC.
Les 1er et 2e bataillons de marche de Chine (1er et 2e BMC) sont deux bataillons des troupes coloniales françaises envoyés en renfort en Chine en 1937 depuis l'Indochine. Revenus en Indochine en 1939, ils fusionnent alors dans le 16e régiment d'infanterie coloniale.

## Historique
Les deux bataillons sont formés en 1937 en Indochine pour venir renforcer les troupes françaises en Chine après l'éclatement de la seconde guerre sino-japonaise le 7 juillet 1937 (incident du pont Marco-Polo). Le 1er BMC (formé en Cochinchine) débarque à Shanghaï le 24 août, suivi par le 2e BMC (formé au Tonkin) quatre jours plus tard,.
Rattachés au détachement français de Changaï, les deux bataillons restent à Shangaï jusqu'en novembre-décembre 1939. Revenus en Indochine en janvier 1940, les 1er et 2e BMC deviennent les 1er et 2e bataillons du 16e régiment d'infanterie coloniale, (d'autres sources indiquent que ces deux bataillons sont dissous le 1er décembre 1939).

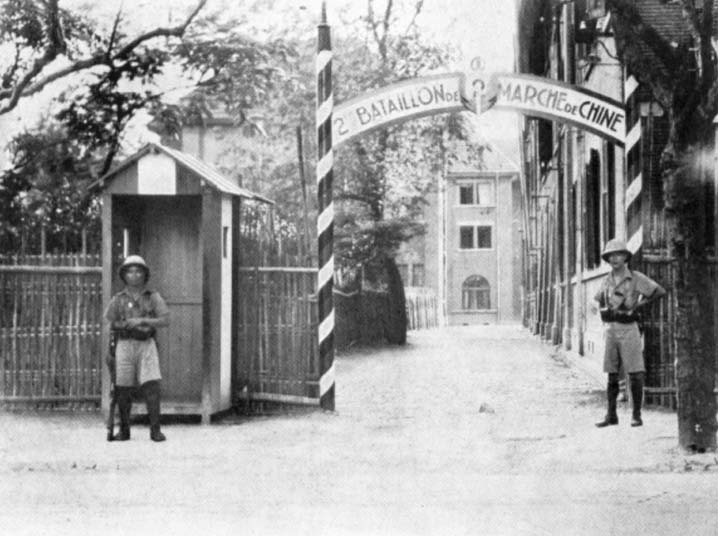
Poste du 2e BMC dans les bâtiments de l'institut technique franco-chinois.
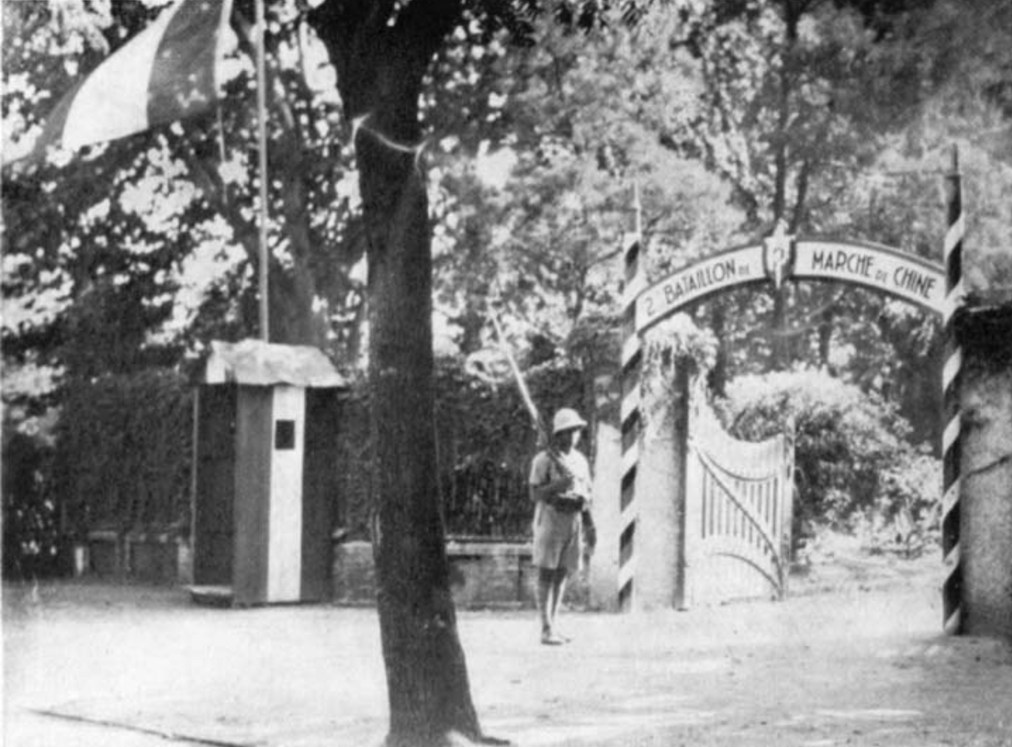
Poste du 2e BMC dans une villa rue Ghisi (zh).
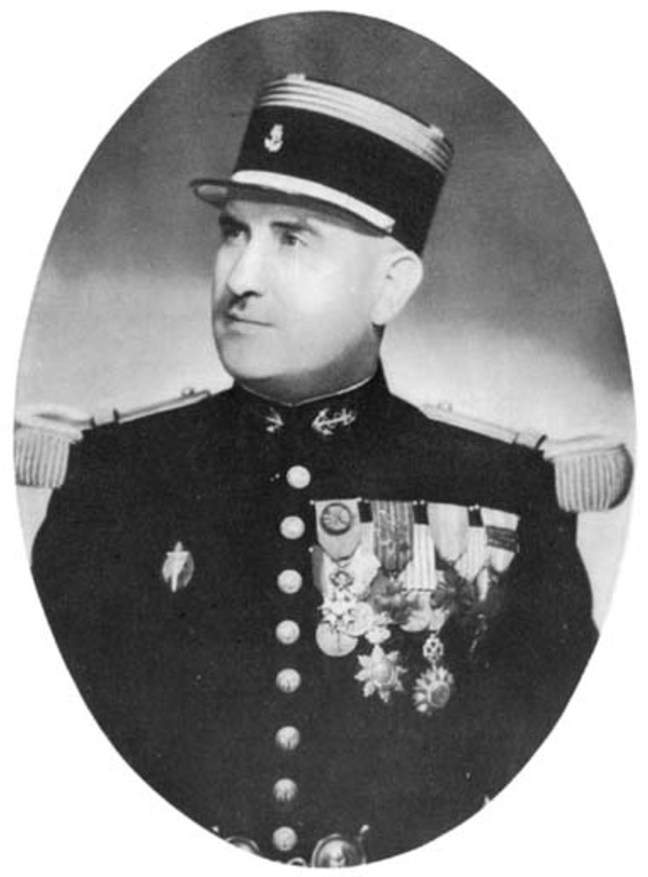
Le chef de bataillon Amédée Fabre, commandant le 2e BMC, dont il porte l'insigne sur la poitrine droite.

## Insignes
L'insigne du 1er BMC porte, sur un écu tricolore, un dragon jaune qui s'enroule autour de l'ancre des troupes coloniales. Le dragon, symbole de la Chine, symbolise en Asie la prospérité.

Variante de l'insigne du 2e BMC avec le chiffre 2 sous l'épée.

L'insigne du 2e BMC présente une ancre noire chargée d'une épée pointe en bas, devant une carte de la Chine. Le chiffre 2 est entrelacé autour de l'épée. Deux variantes existent : une avec le bas du chiffre sur l'épée et une avec le bas du chiffre sous l'épée.
Chacun de ces insignes existe en taille réduite pour être portée sur la tenue de soirée des officiers dans les réceptions mondaines entre personnels étrangers des concessions.